# Касіма (комбінат)
35°55′36.8″ пн. ш. 140°40′22.01″ сх. д. / 35.926889° пн. ш. 140.6727806° сх. д.

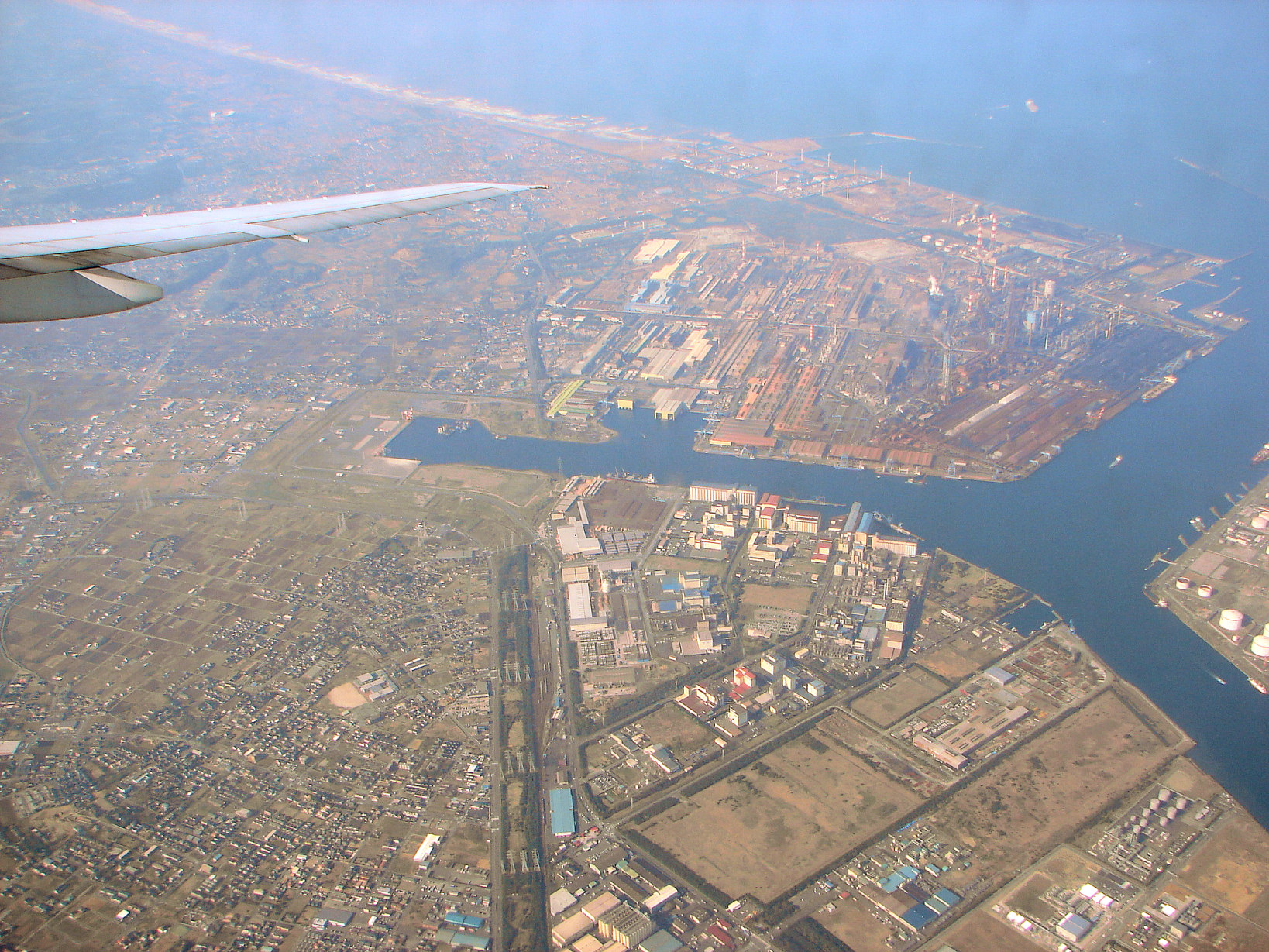
Місто Касіма і комбінат.

Комбінат Касіма, також Касіма сейтецу-сьо (яп. 鹿島製鐵所, або 新日鐵住金鹿島製鐵所) — металургійний комбінат в Японії, у місті Касіма. Розташований на березі Тихого океану, у Касімському промисловому районі. Один з 12 металургійних комбінатів Японії з повним виробничим циклом. Став до ладу 1971 року. Належить компанії Nippon Steel & Sumitomo Metal Corporation.
2014 року на комбінаті було виплавлено близько 7,3 млн т сталі, на ньому працювало 2711 людей.

## Історія
Комбінат був заснований 1968 року компанією Sumitomo Metal Industries. Став до ладу 1971 року.

## Сучасний стан
У 2014 році на комбінаті працювало 2711 людей, тут було виплавлено 7365 тис. т сталі, площа комбінату становила 8,89 км². На комбінаті працювало 2 доменних печі корисним об'ємом 5370 м³ кожна, у сталеплавильному цеху № 1 перебували в експлуатації три 250-тонних кисневих конвертори і дві установки безперервного розливання сталі (УБРС), у сталеплавильному цеху № 2 перебували в експлуатації два 250-тонних кисневих конвертера і дві УБРС, у експлуатації перебував один слябінг. Завод спеціалізується на випуску листопрокату, фасонного прокату і трубопрокату.